# 大屌燒
大屌燒（俗寫大雕燒）是台灣街頭小吃的一種，外型酷似男性生殖器，口味分為鹹、甜兩種，以雞蛋糕的麵粉為基礎，餡料方面可以選擇香腸、芝士、紅豆、煉奶、草莓、巧克力、抹茶等，咬下之後會爆漿。